# Letras Libres
Letras Libres es una revista mexicana «mensual, de crítica y creación», dirigida por Enrique Krauze. La revista se declara «heredera de la tradición y el ánimo» de Vuelta de Octavio Paz, particularmente de su «espíritu liberal y abierto». Actualmente cuenta con dos ediciones, una en México y otra en España, esta dirigida por Daniel Gascón.
Publicada por Editorial Vuelta, S.A. de C.V., esta revista, cuyo nombre inventó Octavio Paz, brinda espacio a ensayos, poemas, cuentos, entrevistas, crónicas, reportajes, reseñas bibliográficas y semblanzas literarias, así como a las artes visuales, comentarios de los lectores y notas culturales. Presenta formato carta con forros e interiores en papel cuché en color, con fotografías e ilustraciones.

## Historia
La revista fue fundada en 1999, como continuación de la revista Vuelta de Octavio Paz, de la que asume una importante herencia intelectual y con la que comparte varios colaboradores e intereses.
Respecto a los artículos publicados en Letras Libres durante sus primeros diez años de existencia, el 40 % ha sido de autores mexicanos, el 25 % se debe a escritores que fueron traducidos especialmente para la revista, y otro 25 % es de hispanohablantes no mexicanos.

## Ediciones
La revista tiene dos ediciones: una en México y otra, desde el 2001, en España. Aunque los contenidos principales para ambas ediciones suelen ser los mismos, cada edición publica material distinto en lo que se refiere a crítica de novedades editoriales y crítica de artes. La edición española es miembro de la Asociación de Revistas Culturales de España (ARCE).

## Secciones
Las secciones más frecuentes de la revista son:
- Convivio. Suele incluir ensayos enfocados en la actualidad política, cultural y social.

- Dossier. Una serie de ensayos dedicados al tema de portada.

- Entrevista. En cada número, un personaje distinto, de reconocida trayectoria, habla sobre su obra y opiniones.

- Poemas. Creaciones originales y generalmente inéditas. También se publican traducciones.

- Cuento. Una muestra de lo mejor de la narrativa breve actual.

- Reportaje. Cada mes incluye un trabajo periodístico de profundidad sobre temas de relevancia internacional.

- Libros. Sección de crítica literaria centrada en las novedades del mercado editorial, aunque también suele incluir una «relectura» de algún autor clásico. Entre los «críticos de cabecera» de esta sección se encuentra Christopher Domínguez Michael.

- Letrillas. Sección dedicada a textos misceláneos; el ensayo breve, la crónica y la reflexión al vuelo caracterizan a esta sección de la revista. También incluye una sección de crítica de arte dedicada al cine, las artes plásticas, la arquitectura y otros medios.

## Colaboradores
Algunos de los colaboradores asiduos de la revista han sido Mario Vargas Llosa, Gabriel Zaid, Rodrigo Fresán, Guillermo Sheridan, Fernando Savater, Hugo Hiriart, Juan Villoro, José de la Colina, José Emilio Pacheco, Enrique Vila-Matas, Adolfo Castañón, Roger Bartra, David Rieff, Álvaro Bisama, Jorge Edwards, Gustavo Guerrero, Coradino Vega y Patricio Pron, entre otros.

## Sitio web
Además de las dos ediciones de la revista, Letras Libres cuenta con un sitio web que publica material adicional al de la versión impresa. La página web incluye columnas como las de Guillermo Sheridan, Christopher Domínguez Michael, Isabel Turrent, Juan Carlos Romero Puga, entre otros. 
La página de Letras Libres incluye también material de audio y video y entrevistas digitales con escritores.
La edición en línea de la revista se ofrece de manera gratuita y sin restricciones a los lectores, incluyendo su hemeroteca, que conserva los artículos publicados desde el número uno.